# Elektrogorsk
Elektrogorsk (ros. Электрогорск) – miasto w Rosji, w obwodzie moskiewskim, 88 km na wschód od Moskwy. W 2020 liczyło 22 653 mieszkańców.
Znajduje się tu stacja kolejowa Elektrogorsk.